# Hugues II des Baux
Hugues II des Baux, fils de Raymond Ier des Baux, fut 4e seigneur des Baux de 1150 à 1167.

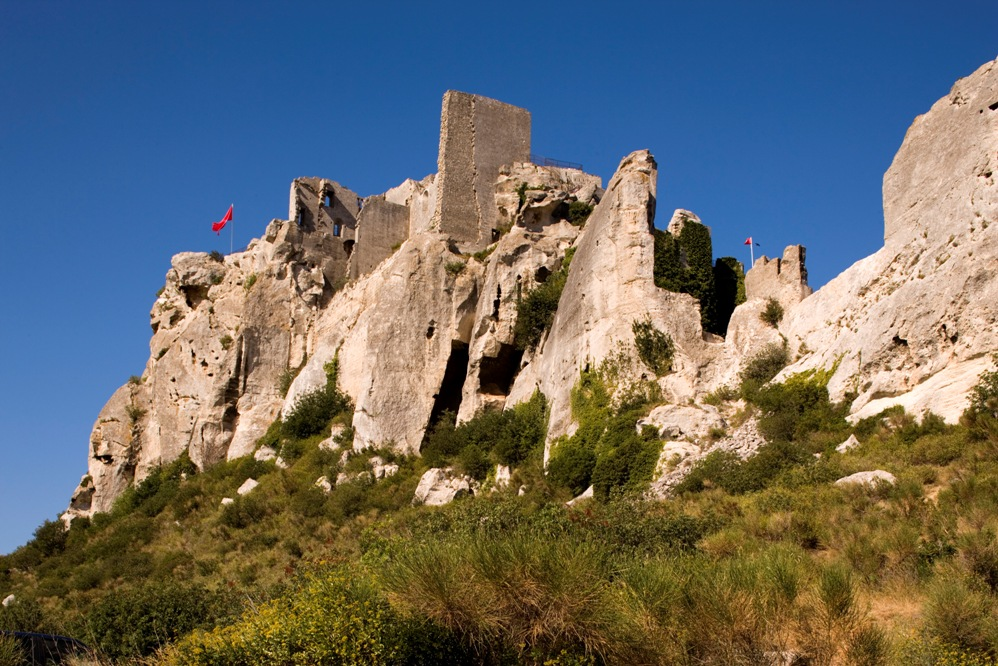
Château des Baux.

Bien qu'ayant accepté l'accord de 1150, avec son père et ses frères, il reprit les armes. Il se soumet au comte de Provence, après le siège de son château en 1162. Il laisse la seigneurie à son fils Raymond II en 1167 et s'exile en Sardaigne. Il est Juge d'Arborée de 1186 à 1191 succédant à Pietro Ier. Il est nommé Hugues Ier dans la chronologie du Judicat.
L'historien Jean-Pierre Papon le signale comme témoin, en compagnie de son père, à la restitution de biens usurpés à l'église d'Arles par Alphonse Jourdain, comte de Toulouse.

## Descendance
Il se marie à Baralle, de famille inconnue, et de cette union sont issus :
- Raymond II des Baux, 5e seigneur des Baux, de 1167 à sa mort en 1172. Sans postérité. Est marié à une certaine Alazacie de famille inconnue. Il laisse la seigneurie à son oncle, Bertrand Ier des Baux d'Orange, prince d'Orange ;
- Hugues II des Baux (mort en 1222), Juge d'Arborée. Il accompagne son père en Sardaigne et devient lui-même Juge d'Arborée en 1191 jusqu'en 1207. Il épouse en premières noces Préciosa de Lacon et en secondes noces, Na de Massa. Il laisse deux enfants connus, Constantin des Baux, Juge d'Arborée de 1215 jusqu'à sa mort en 1230. Postérité inconnue. Pietro II des Baux, Juge d'Arborée en 1230 jusqu'à sa mort en 1237. Sans postérité ;
- Raymond des Baux, co-vicomte de Marseille par le mariage avec Adélaïde (ou Alis)[5], fille de Hugues Geoffroy III, vicomte de Marseille. Le couple vendit aux Marseillais leur part de la ville. Sans postérité.